# Дембовець (Браневський повіт)
Дембовець (пол. Dębowiec, нім. Eichholz) — село в Польщі, у гміні Лельково Браневського повіту Вармінсько-Мазурського воєводства.
Населення — 222 особи (2011).
У 1975-1998 роках село належало до Ельблонзького воєводства.

## Демографія
Демографічна структура станом на 31 березня 2011 року:
|          | Загалом | Допрацездатний вік | Працездатний вік | Постпрацездатний вік |
| -------- | ------- | ------------------ | ---------------- | -------------------- |
| Чоловіки | 105     | 16                 | 80               | 9                    |
| Жінки    | 117     | 25                 | 57               | 35                   |
| Разом    | 222     | 41                 | 137              | 44                   |